# Thomás Périz de Fozes
Thomás Périz de Fozes (o Thomas Periz en la ortografía original) fue un trovador aragonés de la nobleza caballeresca, que dejó dos poemas en lengua occitana. 

## Biografía
Su lengua materna era evidentemente el aragonés. Su occitano era la koiné literaria de la era clásica de los trovadores (1160-1220) y aparentemente la lengua era aprendida: en general, su lengua es gramatical y rítmicamente perfecta, aparte de unos pocos errores de declinación causados por su mayor familiaridad con el aragonés.
Thomás es mencionado entre los barones de Aragón en un sirventés de Joan de Castellnou, que es suficiente para mostrar que era considerado un ejemplo de la práctica del amor cortés entre los años 1339 y 1343. En 1339 fue consejero de Pedro IV de Aragón, que lo nombró administrador del Valle de Arán y castellán de Castell-lleons. A través de su hermano, Artal de Fozes II, casado con Esclaramonda, hija de Jaime III de Mallorca, Thomás estaba emparentado por casamiento con la casa de Aragón. La segunda esposa de su hermano (1371) y viuda, Sibila de Fortiá, fue amante y luego esposa (1377) de Pedro IV.
Thomás intentó emplear su influencia en la corte para beneficiar a sus parientes, cuando a principios de 1342 compuso un poema, Trop me desplay can vey falir, pidiendo al rey clemencia hacia Jaime III, a quien había depuesto. Admite el orgullo y la infidelidad de Jaime, que había rechazado jurar lealtad a Pedro, pero le insta a no perderlo todo por un momento de locura. Finalmente, menciona la magnanimidad de los linajes paternos y maternos de Pedro, que ganaron el nombre de «el Benigno» a su padre Alfonso IV, en una petición directa al rey para que perdonase la vida a su vasallo. Finalmente, Jaime III murió en la Batalla de Lluchmayor en 1349.
El segundo poema de Thomás, Si col vassayl can servex longamen, es una cançó dedicada a una Na Resplendens (Dama Resplandeciente) mencionada en la segunda tornada de su poema anterior. Esta senhal (nombre en código) se refiere a una dama desconocida de alta alcurnia. El tema principal del poema es la necesidad de poeta de «vivir el momento» (carpe diem):

Valetz-me, donchs, mentre jovens m'avança,
d'un joy, qu'estiers, can torn en veylezir,
covendrà'm, las, tot joy d'amor jaquir,
e viuré puys am trista desirança.

Ayudadme, pues, mientras la juventud retrocede,
a la alegría, porque de otra manera, cuando comienzo a envejecer
tendré, ¡ay!, todas las alegrías del amor dejar,
y vivir después en triste melancolía.